# Rodrigo Damm
Rodrigo Damm (Afonso Cláudio, 3 de fevereiro de 1980) é um lutador de MMA brasileiro que já competiu na World Victory Road, Strikeforce, Bodog Fight e Shooto. É irmão da também lutadora Carina Damm. Ex-UFC, atualmente encontra-se sem contrato com organizações de luta.

## Carreira no MMA

### Início da Carreira
Damm fez sua estreia no MMA profissional em 23 de outubro de 2004, perdendo por decisão dividida para Luciano Azevedo. Nos anos seguintes, ele fez uma sequência de 8 vitórias lutando em diversos países como Japão, Coreia do Sul e Rússia.

### Strikeforce
Damm fez sua estreia no MMA dos Estados Unidos no "Strikeforce: Shamrock vs Diaz" contra Gilbert Melendez pelo Cinturão Interino dos Pesos Leve do Strikeforce.
Damm voltou para a promoção em 2011, onde se deparou com Justin Wilcox no evento principal no Strikeforce - Challengers 15. Ele perdeu a luta por paralisação médica entre o primeiro round e segundo devido a um corte.

### The Ultimate Fighter
Em março de 2012, Damm foi um dos 32 selecionados para as eliminatórias do The Ultimate Fighter: Brasil. Damm derrotou Fabricio "Guerra" de Assis Costa da Silva por finalização (mata-leão) no segundo round para entrar na casa do TUF. Na escolha dos times, Damm foi um dos escolhidos para o time de Vitor Belfort.
Nas quartas-de-finais, Damm foi escolhido para lutar contra John Macapá e venceu a luta por decisão dividida depois de três rounds.
Damm iria enfrentar Godofredo Pepey nas semifinais. No entanto, na véspera da pesagem da luta, Damm sentiu um incômodo nas costas (cólica renal devido a desidratação) e teve que ir ao hospital. No dia seguinte descobriu que não poderia lutar e foi substituído na luta por Marcos Vinícius "Vina".

### Ultimate Fighting Championship
Damm fez sua estréia contra Anistávio Gasparzinho no UFC 147 em 23 de Junho de 2012 vencendo-o por finalização (mata-leão) e ganhando o prêmio de Finalização da Noite.
Damm enfrentou Antonio Carvalho no UFC 154 em 17 de Novembro de 2012, Damm perdeu por Decisão Dividida em uma luta parelha.
Damm derrotou Mizuto Hirota no UFC on Fuel TV: Nogueira vs. Werdum em 8 de junho de 2013, por Decisão Dividida.
Damm era esperado para enfrentar seu compatriota Hacran Dias em 9 de outubro de 2013 no UFC Fight Night: Maia vs. Shields, mas novamente ele teve o problema de pedras nos rins (problemas que também o tirou do TUF Brasil).
Damm disse que o que causou as pedras em seu rim foi a perda de peso, e disse que optaria por voltar aos leves.
Sua primeira luta de volta na categoria foi contra Ivan Jorge em 15 de fevereiro de 2014 no UFC Fight Night: Machida vs. Mousasi. Damm venceu por Decisão Unânime.
Damm enfrentou Rashid Magomedov em 31 de maio de 2014 no UFC Fight Night: Miocic vs. Maldonado e perdeu por Decisão Unânime. Damm também foi derrotado por Al Iaquinta em 5 de Setembro de 2014 no UFC Fight Night: Jacaré vs. Mousasi II por nocaute técnico no terceiro round.
Damm teve sua terceira derrota seguida para Evan Dunham em 3 de janeiro de 2015 no UFC 182, por decisão unânime.
Em janeiro de 2015 o contrato de Damm com o UFC expirou e não foi renovado pela entidade. Recentemente, Damm chegou a afirmar que iria se aposentar, caso seu contrato com o UFC não fosse renovado.

## Cartel no MMA
| Cartel no MMA   |             |            |
| 21 lutas        | 12 vitórias | 9 derrotas |
| Por nocaute     | 2           | 4          |
| Por finalização | 6           | 1          |
| Por decisão     | 4           | 4          |

| Res.    | Cartel | Oponente              | Método                               | Evento                                       | Data       | Round | Tempo | Local                         | Notas                                            |
| ------- | ------ | --------------------- | ------------------------------------ | -------------------------------------------- | ---------- | ----- | ----- | ----------------------------- | ------------------------------------------------ |
| Derrota | 12-9   | Evan Dunham           | Decisão (unânime)                    | UFC 182: Jones vs. Cormier                   | 03/01/2015 | 3     | 5:00  | Las Vegas, Nevada             |                                                  |
| Derrota | 12-8   | Al Iaquinta           | Nocaute Técnico (socos)              | UFC Fight Night: Jacaré vs. Mousasi II       | 05/09/2014 | 3     | 2:41  | Ledyard, Connecticut          |                                                  |
| Derrota | 12-7   | Rashid Magomedov      | Decisão (unânime)                    | UFC Fight Night: Miocic vs. Maldonado        | 31/05/2014 | 3     | 5:00  | São Paulo                     |                                                  |
| Vitória | 12-6   | Ivan Jorge            | Decisão (unânime)                    | UFC Fight Night: Machida vs. Mousasi         | 15/02/2014 | 3     | 5:00  | Jaraguá do Sul                | Volta aos Leves.                                 |
| Vitória | 11-6   | Mizuto Hirota         | Decisão (dividida)                   | UFC on Fuel TV: Nogueira vs. Werdum          | 08/06/2013 | 3     | 5:00  | Fortaleza                     |                                                  |
| Derrota | 10-6   | Antonio Carvalho      | Decisão (dividida)                   | UFC 154: St. Pierre vs. Condit               | 17/11/2012 | 3     | 5:00  | Montreal, Quebec              |                                                  |
| Vitória | 10-5   | Anistávio Gasparzinho | Finalização (mata leão)              | UFC 147: Silva vs. Franklin II               | 23/06/2012 | 1     | 2:12  | Belo Horizonte                | Estréia no UFC; Finalização da Noite.            |
| Derrota | 9–5    | Justin Wilcox         | Nocaute Técnico (interrupção médica) | Strikeforce Challengers: Wilcox vs. Damm     | 01/04/2011 | 1     | 5:00  | Stockton, California          |                                                  |
| Derrota | 9–4    | Maximo Blanco         | Nocaute Técnico (socos)              | Sengoku Raiden Championship 13               | 20/06/2010 | 2     | 0:45  | Tóquio                        |                                                  |
| Vitória | 9-3    | Ivan Iberico          | Decisão (unânime)                    | Jungle Fight 17 - Vila Velha                 | 27/02/2010 | 3     | 5:00  | Vila Velha                    |                                                  |
| Derrota | 8–3    | Gilbert Melendez      | Nocaute (socos)                      | Strikeforce: Shamrock vs. Diaz               | 11/04/2009 | 2     | 2:02  | San José, California          | Pelo Cinturão Interino Peso Leve do Strikeforce. |
| Derrota | 8–2    | Eiji Mitsuoka         | Finalização (mata leão)              | Sengoku - Fourth Battle                      | 24/08/2008 | 1     | 3:13  | Saitama                       |                                                  |
| Vitória | 8–1    | Jorge Masvidal        | Nocaute Técnico (socos)              | Sengoku - Third Battle                       | 08/06/2008 | 2     | 4:38  | Saitama                       |                                                  |
| Vitória | 7–1    | Johil de Oliveira     | Decisão (unânime)                    | UFS - Universidade Fight Show 1              | 07/10/2004 | 3     | 5:00  | Espírito Santo                |                                                  |
| Vitória | 6–1    | Ryan Bow              | Nocaute (socos)                      | Bodog Fight - Vancouver                      | 24/08/2007 | 2     | 1:03  | Vancouver, Colúmbia Britânica |                                                  |
| Vitória | 5–1    | Santino Defranco      | Finalização (mata leão)              | Bodog Fight Series II - Clash of the Nations | 14/04/2007 | 2     | 1:58  | São Petersburgo               |                                                  |
| Vitória | 4–1    | Kultar Gill           | Finalização (mata leão)              | Bodog Fight - Clash of the Nations I         | 16/12/2006 | 2     | 2:11  | São Petersburgo               |                                                  |
| Vitória | 3–1    | Naoki Seki            | Finalização (chave de braço)         | MARS 4 - New Deal                            | 26/08/2006 | 1     | 1:48  | Tóquio                        |                                                  |
| Vitória | 2–1    | Jyu Do Fan            | Finalização (mata leão)              | MARS - MARS Attack 1                         | 21/07/2006 | 1     | 3:56  | Seul                          |                                                  |
| Vitória | 1–1    | Luciano Silva         | Finalização (mata leão)              | NOF - Night of Fight 1                       | 23/07/2005 | 1     | 1:26  | Vila Velha                    |                                                  |
| Derrota | 0–1    | Luciano Azevedo       | Decisão (dividida)                   | Shooto Brazil - Never Shake                  | 23/10/2004 | 2     | 5:00  | Cotia                         | Estréia no MMA                                   |